# Messegesellschaft
Eine Messegesellschaft ist ein öffentliches Unternehmen zur Organisation und Durchführung von Messen. Die Rechtsform ist in der Regel eine GmbH.

## Ziele
Die Messegesellschaften verfolgen gesamt- und regionalwirtschaftliche sowie kommunale Ziele; betriebliche Ziele der Messegesellschaften beinhalten Leistungsziele (Aussteller- und Besucherzahlen), finanzielle Ziele (Gewinnerzielung, Umsatzvergrößerung) oder Wettbewerbsziele (Erhöhung der Auslandsbeteiligung).
Eine Messegesellschaft kann in Deutschland sowohl als eigener Veranstalter auftreten, aber auch das Messegelände für „fremde“ Veranstalter bereitstellen bzw. an sie vermieten; dies ist beispielsweise bei der Messegesellschaft in Frankfurt der Fall: Es finden hier die IAA, die ACHEMA und die Frankfurter Buchmesse statt, die mit eigenen Veranstaltern auftreten. Messegesellschaften sind in Deutschland – im Unterschied zu vielen anderen Staaten – durchweg kommunal organisiert.

## Verbände und Vereinigungen
|       | AUMA – Verband der deutschen Messewirtschaft                                    |
| LOGO? | UFI – The Global Association of the Exhibition Industry (UFI)                   |
| LOGO? | FKM – Gesellschaft zur Freiwilligen Kontrolle von Messe- und Ausstellungszahlen |
| LOGO? | IDFA – Interessengemeinschaft Deutscher Fachmessen und Ausstellungsstädte       |

## Umsatz deutscher Messegesellschaften
(Veranstalter überregionaler und regionaler Messen; Konzernumsätze inkl. Auslands-, Kongress- und Servicegeschäft in Mrd. Euro)
| Jahr 2009 | Jahr 2010 | Jahr 2011 | Jahr 2012 | Jahr 2013 | Jahr 2014 | Jahr 2015 | Jahr 2016 | Jahr 2017 | Jahr 2018 | Jahr 2019 | Jahr 2020 | Jahr 2021 |
| --------- | --------- | --------- | --------- | --------- | --------- | --------- | --------- | --------- | --------- | --------- | --------- | --------- |
| 2,6       | 3,0       | 2,9       | 3,4       | 3,2       | 3,5       | 3,4       | 3,9       | 3,8       | 4,0       | 4,1       | 1,2       | 1,2       |

## Größte Messegesellschaften in Deutschland
(Konzernumsätze in Mio. Euro gerundet. Unter anderem können enthalten sein: Auslands-, Gelände-, Kongress- und Servicegeschäft)
| Logo                             | Gesellschaftsname                   | Sitz              | Umsatz 2009 | Umsatz 2010 | Umsatz 2011 | Umsatz 2012 | Umsatz 2013 | Umsatz 2014 | Umsatz 2015 | Umsatz 2016 | Umsatz 2017 | Umsatz 2018 | Umsatz 2019 | Umsatz 2020 | Umsatz 2021 | Umsatz 2022 | Umsatz 2023 |
| -------------------------------- | ----------------------------------- | ----------------- | ----------- | ----------- | ----------- | ----------- | ----------- | ----------- | ----------- | ----------- | ----------- | ----------- | ----------- | ----------- | ----------- | ----------- | ----------- |
| Messe Berlin GmbH                | Messe Berlin GmbH                   | Berlin            | 158         | 217         | 182         | 247         | 188         | 269         | 242         | 309         | 284         | 352         | 286         | 148         | 107         | 355         | 369         |
| Messe Düsseldorf                 | Messe Düsseldorf GmbH               | Düsseldorf        | 255         | 335         | 373         | 380         | 323         | 411         | 302         | 443         | 367         | 294         | 396         | 132         | 109         | 310         | 422         |
| Messe Frankfurt                  | Messe Frankfurt GmbH                | Frankfurt am Main | 424         | 448         | 467         | 537         | 545         | 554         | 648         | 647         | 669         | 718         | 736         | 257         | 154         | 454         | 609         |
| Hamburg Messe                    | Hamburg Messe und Congress GmbH     | Hamburg           | 054         | 076         | 059         | 094         | 058         | 100         | 062         | 111         | 073         | 104         | 068         | 020         | 028         | 109         | 085         |
| Deutsche Messe AG                | Deutsche Messe AG                   | Hannover          | 222         | 212         | 293         | 251         | 312         | 281         | 329         | 302         | 356         | 310         | 347         | 099         | 113         | 213         | 354         |
| Koelnmesse                       | Koelnmesse GmbH                     | Köln              | 229         | 220         | 235         | 227         | 281         | 231         | 321         | 274         | 358         | 337         | 413         | 094         | 134         | 240         | 416         |
| Leipziger Messe                  | Leipziger Messe GmbH                | Leipzig           | 056         | 071         | 069         | 072         | 088         | 077         | 080         | 097         | 087         | 089         | 100         | 032         | 028         | 075         | 080         |
| Messe München                    | Messe München GmbH                  | München           | 190         | 302         | 223         | 298         | 353         | 224         | 277         | 428         | 333         | 418         | 404         | 167         | 158         | 439         | 441         |
| NuernbergMesse                   | NürnbergMesse GmbH                  | Nürnberg          | 133         | 205         | 173         | 236         | 193         | 229         | 204         | 288         | 206         | 315         | 285         | 110         | 070         | 257         | 265         |
| Landesmesse Stuttgart GmbH (LMS) | Landesmesse Stuttgart GmbH & Co. KG | Stuttgart         | 080         | 110         | 099         | 129         | 089         | 137         | 115         | 159         | 131         | 178         | 126         | 059         | 040         | 123         | 128         |